# Procotyla fluviatilis
Procotyla fluviatilis är en plattmaskart. Procotyla fluviatilis ingår i släktet Procotyla och familjen Dendrocoelidae. Inga underarter finns listade i Catalogue of Life.